# باب جسوپ

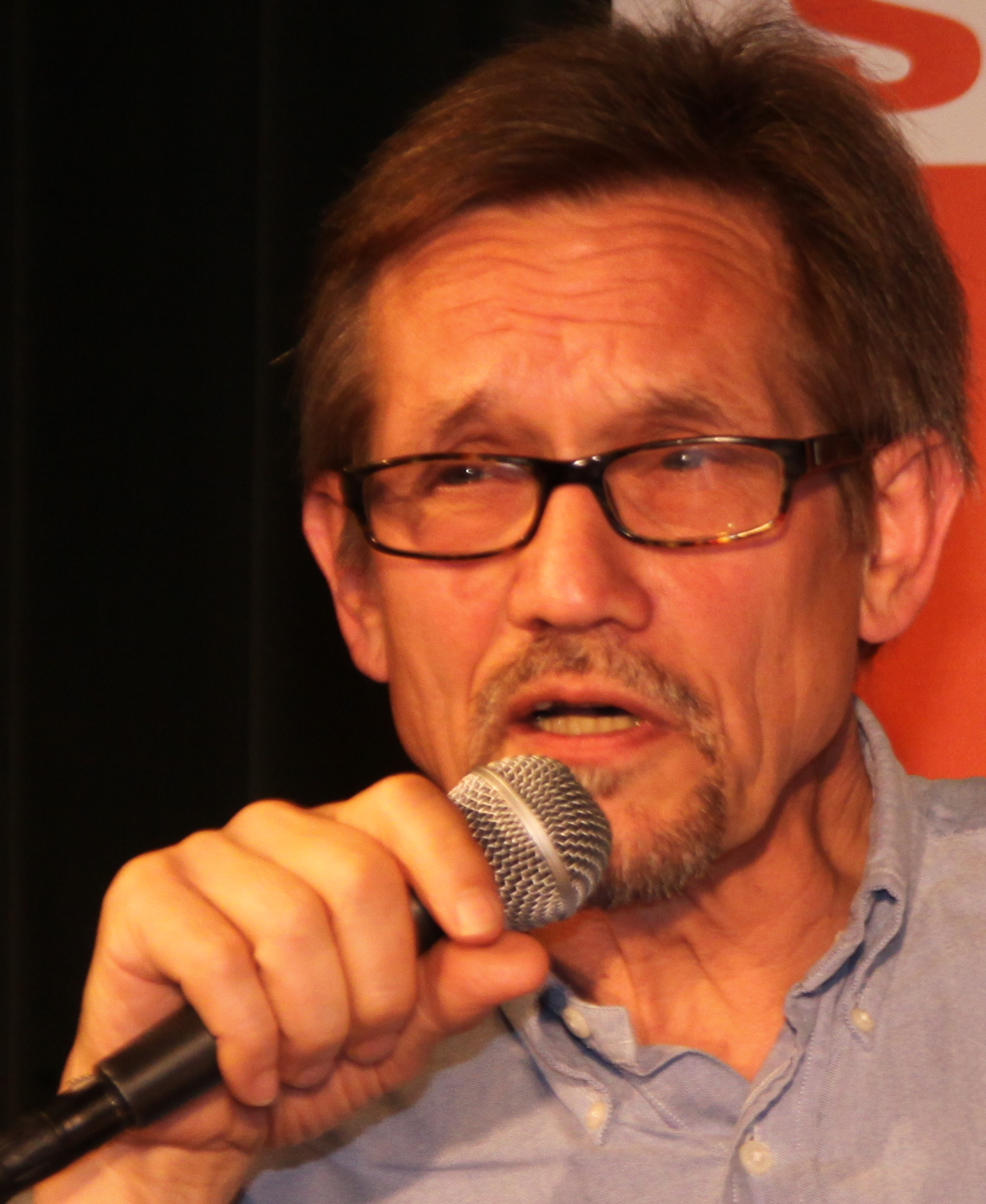
Bob Jessop (2012)

باب جسوپ (به انگلیسی: Bob Jessop) (متولد ۳ مارس ۱۹۴۶) یک پژوهشگر و استاد دانشگاه بریتانیایی است که عمده آثار او مربوط به دولت و اقتصاد سیاسی حکومت است. در حال حاضر او استاد بازنشسته و ممتاز در دانشگاه لنکستر است. جسوپ معتقد است که نباید به دولت به عنوان یک هویت یکپارچه نگاه کرد، بلکه، دولت مجموعه‌ای از آثار راهبردی تفکیک شده است؛ بنابراین، از نگاه جسوپ دولت دارای سرشت یکپارچه‌ای نیست و به همین دلیل همیشه کارهای متناقضی از دولت می‌بینیم. جسوپ در سال ۲۰۰۲ به عنوان عضو منتخب آکادمی علوم اجتماعی بریتانیا برگزیده شد. وی در سال ۲۰۰۳ موسسهٔ مطالعات پیشرفته را بنیان‌گذاری کرد و تا سال ۲۰۰۸ مدیریت آن را به عهده داشت. او در سال ۲۰۰۷ به عنوان «استاد ممتاز» برگزیده شد و از سال ۲۰۰۸ تاکنون و همراه همسرش نایلینگ سووم مسولیت مشترک موسسهٔ پژوهشی اقتصاد سیاسی فرهنگی را بر عهده داشته است. کارنامهٔ پژوهشی جسوپ که به طور مشخص با تالیف کتاب «نظم اجتماعی، اصلاح و انقلاب» در سن ۲۶ سالگی آغاز شد در طی بیش از ۴ دهه با گسترش «نظریهٔ دولت» در کتاب‌های دولت سرمایه‌داری (۱۹۸۲)؛ نیکولاس پولانزاس (۱۹۸۵)؛ نظریه دولت (۱۹۹۰)؛ آینده دولت سرمایه‌داری (۲۰۰۲) و قدرت دولت (۲۰۰۷) تداوم یافت. در شهریور ۱۳۹۳ دکتر محمد امین قانعی راد اعلام کرد که باب جسوپ در مهر همین سال برای انجام یک بازدید به دعوت انجمن جامعه‌شناسی ایران به ایران خواهد آمد.